# تينا روبن
تينا روبن (بالإنجليزية: Tina Robin)‏ هي مغنية أمريكية، ولدت في 27 نوفمبر 1937، وتوفيت في 16 مارس 1996.